# Южносаамский язык
Южносаа́мский язы́к — самый юго-западный из саамских языков. Находится под угрозой исчезновения. Из 1200 проживающих в Норвегии и Швеции этнических южных саамов носителями языка являются примерно шестьсот человек.
В Норвегии язык распространён в коммунах Хаттфьелльдал и Вефсн; в Швеции — в коммунах Вильхельмина, Херьедален, Эльвдален.

## Письменность
Южносаамский язык входит в шестёрку саамских языков, имеющих официальную письменность. Несмотря на это, количество литературы на языке невелико. Издан большой южносаамско-норвежский словарь.
Используется латинский алфавит:
A/a, B/b, D/d, E/e, F/f, G/g, H/h, I/i, (Ï/ï), J/j, K/k, L/l, M/m, N/n, O/o, P/p, R/r, S/s, T/t, U/u, V/v, Y/y, Æ/æ, Ø/ø, Å/å.
Ä/ä является вариантом Æ/æ, Ö/ö — Ø/ø. Буквы Ä/ä и Ö/ö используются в Швеции, а Æ/æ и Ø/ø — в Норвегии, что совпадает с их использованием в шведском и норвежском языках. Ï/ï является задним вариантом I/i, и во многих текстах это различие не отражается.
Буквы C/c, Q/q, W/w, X/x, Z/z используются в словах иностранного происхождения.

## Лингвистическая характеристика

### Фонология
Южносаамский язык распадается на два диалекта — северный и южный. Фонологические различия между ними относительно невелики. Ниже описана фонетическая система северного диалекта.

#### Гласные
Ниже представлены гласные звуки северного диалекта. В квадратных скобках указаны соответствующие им буквы.
|         | Передние     | Передние   | Средние      | Средние    | Задние       | Задние     |
|         | Неогублённые | Огублённые | Неогублённые | Огублённые | Неогублённые | Огублённые |
| ------- | ------------ | ---------- | ------------ | ---------- | ------------ | ---------- |
| Верхние | i (i)        | y (y)      | ɨ (ï/i)1     | ʉ (u)      |              | u (o)      |
| Средние | e (e)        |            |              |            |              | o (å)      |
| Нижние  | ɛ (æ/ä)²     |            |              |            | ɑ (a)        |            |

1Различие между гласными i иɨ обычно не указывается в написании — оба этих звука пишутся как i, однако 2в словарях и других лингвистически точных источниках для последней используется буква ï.
æ используется в Норвегии, ä — в Швеции.
Гласные e, ɛ, o и a могут различаться по долготе и быть как долгими, так и краткими. Верхние гласные бывают только краткими.
Гласные могут образовывать десять дифтонгов:
|                            | Передний | Передний с задним | Средний с задним | Средний с передним  | Задний  | Задний с передним |
| Верхний гласный со средним | ie (ie)  | yo (yø/yö)        |                  | ʉe (ue), ɨe (ie/ïe) | uo (oe) |                   |
| Верхний с нижним           |          |                   | ʉa (ua)          |                     |         |                   |
| Верхний                    |          |                   |                  |                     |         | oe (øø/öö)        |
| Средний с нижним           | eæ (ea)  |                   |                  |                     | oa (åa) | oæ (åe)           |

#### Согласные
В южносаамском языке не менее 17-20 согласных фонем (в скобках — обозначение на письме).
|                         | Лабиальные | Дентальные | Альвеолярные | Постальвеолярные | Палатальные | Велярные | Глоттальные |
| ----------------------- | ---------- | ---------- | ------------ | ---------------- | ----------- | -------- | ----------- |
| Взрывные и аффрикаты    | p (b, p)   | t (d, t)   | ts (ts)      | tʃ (tj)          |             | k (g, k) |             |
| Придыхательные взрывные | pʰ (p)     | tʰ (t)     |              |                  |             | kʰ (k)   |             |
| Щелевые                 | f (f)      |            | s (s)        | ʃ (sj)           |             |          | h (h)       |
| Носовые                 | m (m)      | n (n)      |              |                  | ɲ (nj)      | ŋ (ng)   |             |
| Боковые                 |            |            | l (l)        |                  |             |          |             |
| Дрожащие                |            |            | r (r)        |                  |             |          |             |
| Аппроксиманты           | β-w (v)    |            |              |                  | j (j)       |          |             |

Все согласные, кроме придыхательных взрывных, могут также быть геминированными. В таблице не отражены так называемые преаспирированные взрывные и аффрикаты, которые могут быть представлены (как в орфографии) в виде последовательностей /h/ + взрывной/аффриката и не рассматриваются как особые звуки. Также и глухие носовые, l, r и аппроксиманты могут рассматриваться как аллофоны, выступающие рядом с h. Этот вопрос, однако, недостаточно исследован.
Придыхательные противопоставляются обычным взрывным только в анлауте заимствованных слов, напр. taale /tʰa:lə/ «число» ~ daale /ta:lə/ «крона (монета)», и могут рассматриваться также как последовательности  p, t, k + h. Простые взрывные, особенно в южном диалекте, бывают (например, в анлауте и между безударными гласными) звонкими и могут писаться как b, d, g; в других случаях они обычно глухие и пишутся как p, t, k. Геминированные взрывные и аффрикаты считаются полузвонкими и записываются как  bp, dt, dts, dtj и gk.

### Морфология
Характерной чертой южносаамского языка является чередование гласных (умлаут) в первом слоге при склонении и спряжении слов. Гласный безударного слога воздействует на гласный ударного (первого) слога. Обычно в парадигме одного слова чередуются три гласные, например:
- ae ~ aa ~ ee: vaedtsedh «ходить» : vaadtsam «я хожу» : veedtsim «я ходил»
- ue ~ ua ~ øø : vuelkedh «уходить» : vualkam «я ухожу» : vøølkim «я ушёл»

С другой стороны, южносаамский является единственным саамским языком, в котором нет чередования ступеней согласных. Поэтому согласные в середине южносаамских слов никогда не подвергаются изменениям, хотя это явление часто происходит в других саамских языках. Например, южносаамское nomme «имя» : nommesne «от имени» и северносаамское namma : namas, с чередованием согласных mm : m.

#### Существительное
В южносаамском языке 8 падежей:
| Падеж        | Единственное        | Множественное       |
| ------------ | ------------------- | ------------------- |
| Именительный | -                   | -h                  |
| Родительный  | -n                  | -i / -j             |
| Винительный  | -m                  | -jte / -ite / -idie |
| Инессив      | -sne / -snie        | -ine / -jne / -inie |
| Элатив       | -ste / -stie        | -jste / -jstie      |
| Иллатив      | -n / -se / -sse     | -jte / -ite / -idie |
| Комитатив    | -ine / -jne / -inie | -igujmie / -jgujmie |
| Эссив        | -ine / -jne / -inie | нет                 |

Южносаамский — один из немногих саамских языков, в котором сохраняется морфологическое различие между винительным и родительным падежами. Другие окончания также могут иметь более архаичную форму, чем в других саамских языках, благодаря сохранению конечных гласных.

#### Глагол
Имеется три лица (первое, второе и третье), три числа (единственное, двойственное и множественное).
В южносаамском, как в финском, других саамских языках и эстонском, существуют отрицательные глаголы. В южносаамском они спрягаются по временам (прошедшее и непрошедшее), наклонениям (изъявительное и повелительное), лицам (первое, второе и третье) и числам (единственное, двойственное и множественное).
Эта система отличается от других саамских языков, в частности, от северносаамского, в котором эти глаголы не спрягаются по временам.
|        | Непрошедшее изъявительное | Непрошедшее изъявительное | Непрошедшее изъявительное | Прошедшее изъявительное | Прошедшее изъявительное | Прошедшее изъявительное |
| Ед. ч. | Дв. ч.                    | Мн. ч.                    | Ед. ч.                    | Дв. ч.                  | Мн. ч.                  |                         |
| ------ | ------------------------- | ------------------------- | ------------------------- | ----------------------- | ----------------------- | ----------------------- |
| 1-е    | im                        | ean                       | ibie                      | idtjim                  | idtjimen                | idtjimh                 |
| 2-е    | ih                        | idien                     | idie                      | idtjih                  | idtjiden                | idtjidh                 |
| 3-е    | ij                        | eakan                     | eah                       | idtji                   | idtjigan                | idtjin                  |

|        | Непрошедшее повелительное | Непрошедшее повелительное | Непрошедшее повелительное | Прошедшее повелительное | Прошедшее повелительное | Прошедшее повелительное |
| Ед. ч. | Дв. ч.                    | Мн. ч.                    | Ед. ч.                    | Дв. ч.                  | Мн. ч.                  |                         |
| ------ | ------------------------- | ------------------------- | ------------------------- | ----------------------- | ----------------------- | ----------------------- |
| 1-е    | aelliem                   | aellien                   | aellebe                   | ollem                   | ollen                   | ollebe                  |
| 2-е    | aellieh                   | aelleden                  | aellede                   | ollh                    | olleden                 | ollede                  |
| 3-е    | aellis                    | aellis                    | aellis                    | olles                   | olles                   | olles                   |

### Синтаксис
Южносаамский, в отличие от других саамских языков, является языком типа SOV (подлежащее — прямое дополнение — сказуемое)